# Gertrude Elion
Gertrude Belle Elion (New York, 23 januari 1918 – Chapel Hill (North Carolina), 21 februari 1999) was een Amerikaanse farmacologe en bekend van haar onderzoek naar geneesmiddelen. In 1988 won ze de Nobelprijs voor Fysiologie of Geneeskunde, samen met George H. Hitchings en James W. Black.

## Biografie
Gertrude Elion werd geboren als dochter van Robert Elion (tandarts) en Bertha Cohen, immigranten uit respectievelijk Litouwen en Rusland. Zij bezocht tot 1933 de Walton High School. Vervolgens ging ze naar het Hunter College, waar ze in 1937 haar diploma in de chemie behaalde. Daarna ging ze naar de universiteit van New York en studeerde daar in 1941 af. Als jonge vrouw in een door mannen gedomineerd vakgebied kon ze maar moeilijk aan een baan komen. Uiteindelijk kon ze als chemisch analist aan de slag bij een voedingsmiddelenbedrijf. Gedurende de Tweede Wereldoorlog ging ze (in 1944) werken aan de Burroughs Wellcome Research Laboratories (nu GlaxoSmithKline) tot aan haar pensioen in 1983.
Bij deze firma zou ze (onder anderen samen met George Hitchings, die haar voor 50 doller per week als assistent aannam) haar belangrijke ontdekkingen doen: stoffen die werkzaam zijn tegen leukemie en acyclovir, het eerste tegen een virus werkzame medicijn. Hiervoor introduceerde Elion samen met Hitchings een geheel nieuwe werkwijze om geneesmiddelen te ontwikkelen: namaakmoleculen. Deze moleculen lijken zoveel op het origineel dat een kankercel of ziekteverwekker erdoor in de war raakt met als gevolg dat deze hun destructieve werking niet kan uitoefenen. Voor deze aanpak ontving ze in 1988 de Nobelprijs voor de Geneeskunde.
Ook ontwikkelde ze samen met Hitchings azathioprine om afstoting van getransplanteerde organen tegen te gaan en tevens gebruikt werd voor de behandeling van ernstige reumatoïde artritis, allopurinol voor de behandeling van jicht, pyrimenthamone voor malaria en trimethoprim tegen bacteriële infecties. In 1988 kregen Elion en Hitchings de Nobelprijs voor geneeskunde.
In 1990 werd Elion toegelaten tot de Nationale Academie van Wetenschappen en in 1991 kreeg ze uit handen van George W. Bush de National Medal of Science. De altijd ongehuwd gebleven Elion (ze beschouwde haar medicijnen als haar kinderen) overleed in 1999 op 81-jarige leeftijd.
1901: Behring · 
1902: Ross · 
1903: Finsen · 
1904: Pavlov · 
1905: Koch · 
1906: Golgi, Ramón y Cajal · 
1907: Laveran · 
1908: Mechnikov, Ehrlich · 
1909: Kocher · 
1910: Kossel · 
1911: Gullstrand · 
1912: Carrel · 
1913: Richet ·
1914: Bárány · 
1919: Bordet · 
1920: Krogh · 
1922: Hill, Meyerhof · 
1923: Banting, Macleod · 
1924: Einthoven ·
1926: Fibiger · 
1927: Wagner-Jauregg · 
1928: Nicolle · 
1929: Eijkman, Hopkins · 
1930: Landsteiner · 
1931: Warburg · 
1932: Sherrington, Adrian · 
1933: Morgan · 
1934: Whipple, Minot, Murphy · 
1935: Spemann · 
1936: Dale, Loewi · 
1937: Szent-Györgyi · 
1938: Heymans · 
1939: Domagk · 
1943: Dam, Doisy · 
1944: Erlanger, Gasser · 
1945: Fleming, Chain, Florey · 
1946: Muller · 
1947: C. Cori, G. Cori, Houssay · 
1948: Müller · 
1949: Hess, Moniz · 
1950: Kendall, Reichstein, Hench · 
1951: Theiler · 
1952: Waksman · 
1953: Krebs,Lipmann ·
1954: Enders, Weller, Robbins · 
1955: Theorell · 
1956: Cournand, Forssmann, Richards · 
1957: Bovet · 
1958: Beadle, Tatum, Lederberg · 
1959: Ochoa, Kornberg · 
1960: Burnet, Medawar · 
1961: Békésy · 
1962: Crick, Watson, Wilkins · 
1963: Eccles, Hodgkin, Huxley · 
1964: Bloch, Lynen · 
1965: Jacob, Lwoff, Monod · 
1966: Rous, Huggins · 
1967: Granit, Hartline, Wald · 
1968: Holley, Khorana, Nirenberg · 
1969: Delbrück, Hershey, Luria · 
1970: Katz, Euler, Axelrod · 
1971: Sutherland · 
1972: Edelman, Porter · 
1973: Frisch, Lorenz, Tinbergen · 
1974: Claude, De Duve, Palade · 
1975: Baltimore, Dulbecco, Temin ·
1976: Blumberg, Gajdusek · 
1977: Guillemin, Schally, Yalow · 
1978: Arber, Nathans, Smith · 
1979: Cormack, Hounsfield · 
1980: Benacerraf, Dausset, Snell · 
1981: Sperry, Hubel, Wiesel · 
1982: Bergström, Samuelsson, Vane · 
1983: McClintock · 
1984: Jerne, Köhler, Milstein · 
1985: Brown, Goldstein · 
1986: Cohen, Levi-Montalcini · 
1987: Tonegawa · 
1988: Black, Elion, Hitchings · 
1989: Bishop, Varmus · 
1990: Murray, Thomas · 
1991: Neher, Sakmann · 
1992: Fischer, Krebs · 
1993: Roberts, Sharp · 
1994: Gilman, Rodbell · 
1995: Lewis, Nüsslein-Volhard, Wieschaus · 
1996: Doherty, Zinkernagel · 
1997: Prusiner · 
1998: Furchgott, Ignarro, Murad · 
1999: Blobel · 
2000: Carlsson, Greengard, Kandel ·
2001: Hartwell, Hunt, Nurse · 
2002: Brenner, Horvitz, Sulston · 
2003: Lauterbur, Mansfield · 
2004: Axel, Buck · 
2005: Marshall, Warren ·
2006: Fire, Mello ·
2007: Capecchi, Smithies, Evans ·
2008: Zur Hausen, Barré–Sinoussi, Montagnier ·
2009: Blackburn, Greider, Szostak ·
2010: Edwards ·
2011: Beutler, Hoffmann, Steinman ·
2012: Gurdon, Yamanaka ·
2013: Rothman, Schekman, Südhof ·
2014: O'Keefe, Moser, Moser ·
2015: Campbell, Omura, Tu ·
2016: Osumi ·
2017: Hall, Rosbash, Young ·
2018: Allison, Honjo ·
2019: Kaelin, Ratcliffe, Semenza ·
2020: Alter, Houghton, Rice ·
2021: Julius, Patapoutian ·
2022: Pääbo ·
2023: Karikó, Weissman ·
2024: Ambros, Ruvkun
- Bibsys: 90566477
- Bibliothèque nationale de France: cb13492673g (data)
- CiNii: DA06488126
- Gemeinsame Normdatei: 120080117
- International Standard Name Identifier: 0000 0000 5512 137X
- Library of Congress Control Number: n88211458
- Nationale Bibliotheek van Tsjechië: xx0067881
- Nationale Bibliotheek van Israël: 987007350296805171
- Nationale en Universitaire bibliotheek Zagreb: 000096041
- Nederlandse Thesaurus van Auteursnamen: 114366861
- Réseau des bibliothèques de Suisse occidentale: 02-A003214109
- LIBRIS: 184980
- SNAC: w68j466h
- Système universitaire de documentation: 079443206
- Virtual International Authority File: 19833147
- WorldCat: E39PBJdRyCR4hRqg7kBHHph4MP